# Léon Comerre

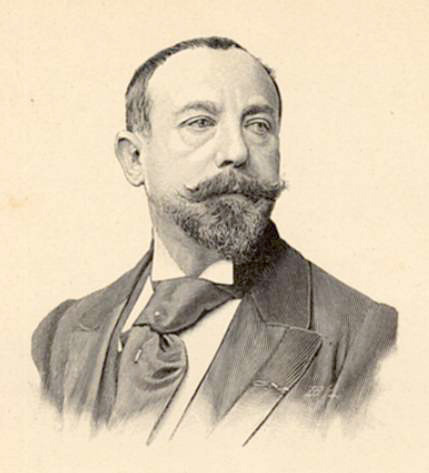
Léon-François Comerre

Léon-François Comerre (Trélon, Hauts-de-France, 10 oktober 1850 - Le Vésinet, 1916) was een Frans kunstschilder die gerekend werd tot het symbolisme.

## Leven en werk
Comerre studeerde kunst in Rijsel en aan de École des Beaux-Arts in Parijs. Via Alexandre Cabanel raakte hij bekend met het oriëntalisme. Hij schilderde vooral portretten, odalisken alsook mythologische en historische onderwerpen. Allengs oriënteerde hij zich steeds meer op de prerafaëlieten en kreeg zijn werk een steeds nadrukkelijker symbolistisch karakter.
Comerre exposeerde in 1874 en 1875 in de bekende Parijse salon en won in 1875 ook de Prix de Rome voor zijn schilderij L’Annonce aux bergers. Later woonde hij in Londen, waar hij onder meer exposeerde aan de Royal Academy of Arts. Ook was hij verbonden aan het Royal Glasgow Institute of the Fine Arts te Glasgow.
Comerre was een oom van de abstracte kunstschilder Albert Gleizes en gehuwd met de Franse kunstschilderes Jacqueline Comerre-Paton (1859-1955).

## Galerij

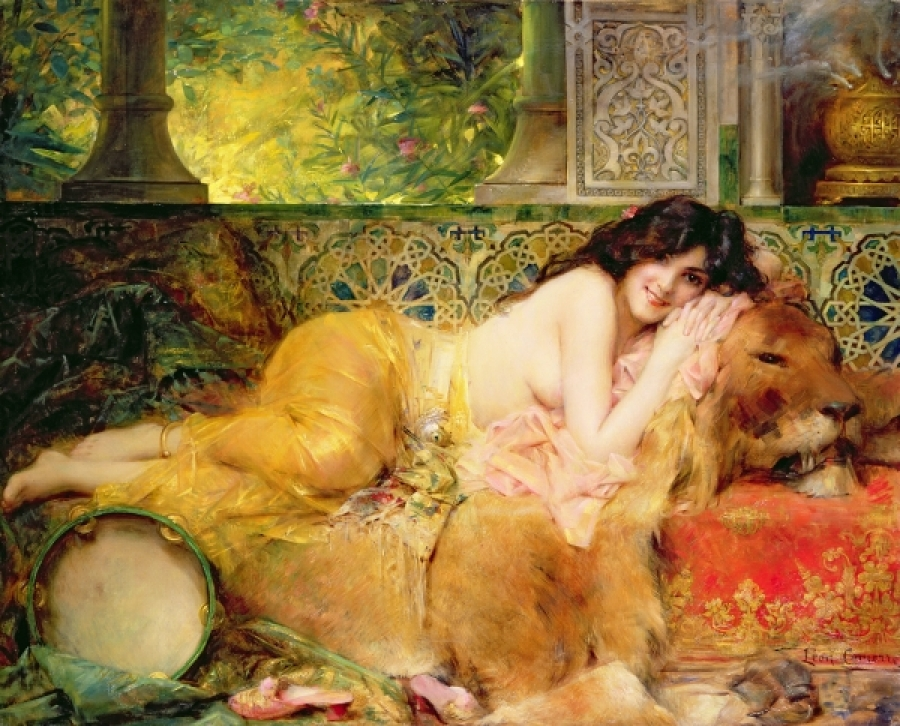
Haifa
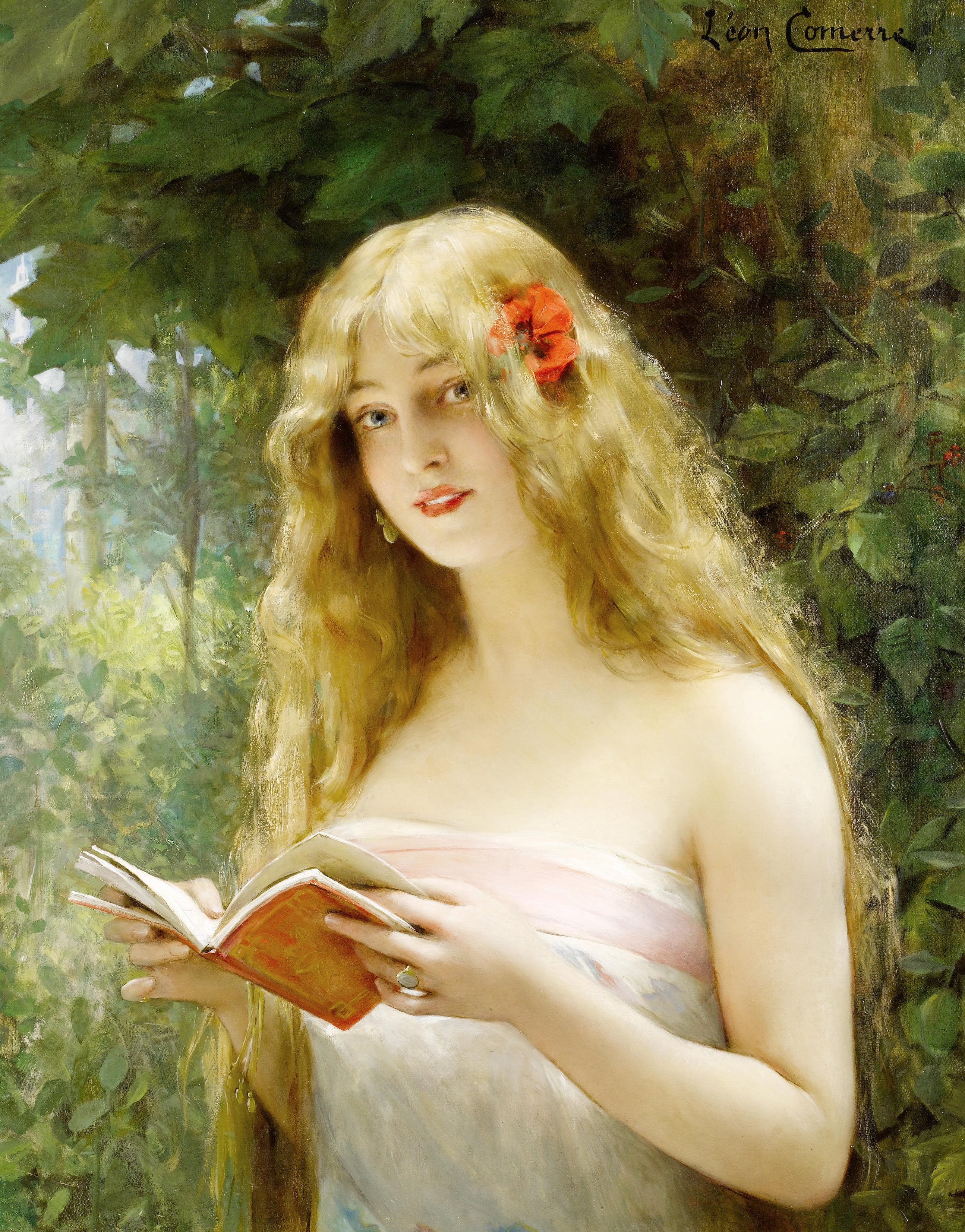
La belle liseuse
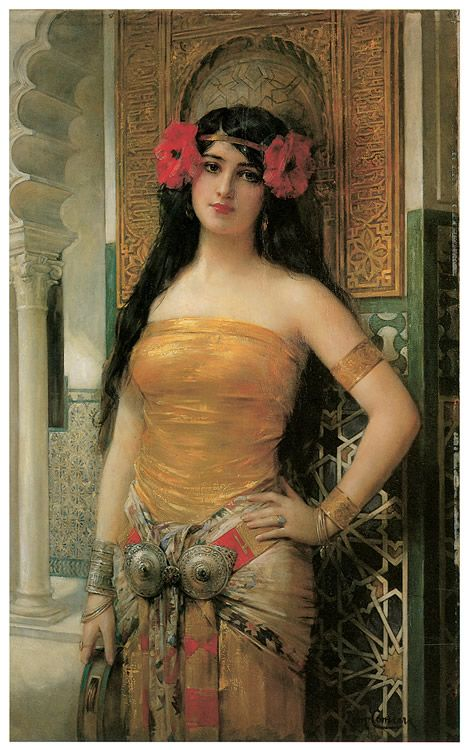
L’Odalisque au tambourin
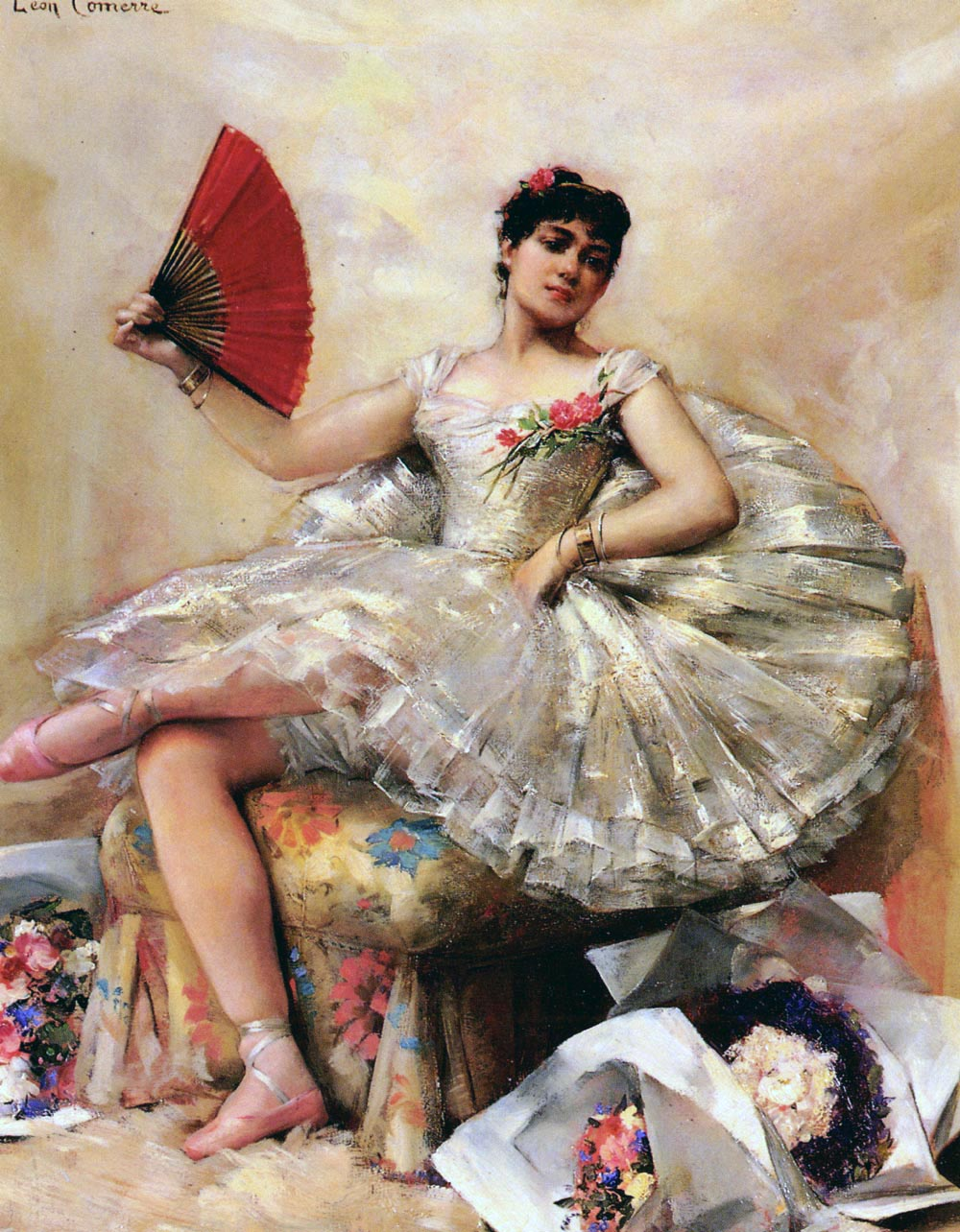
Portrait de la ballerina Rosita Mauri
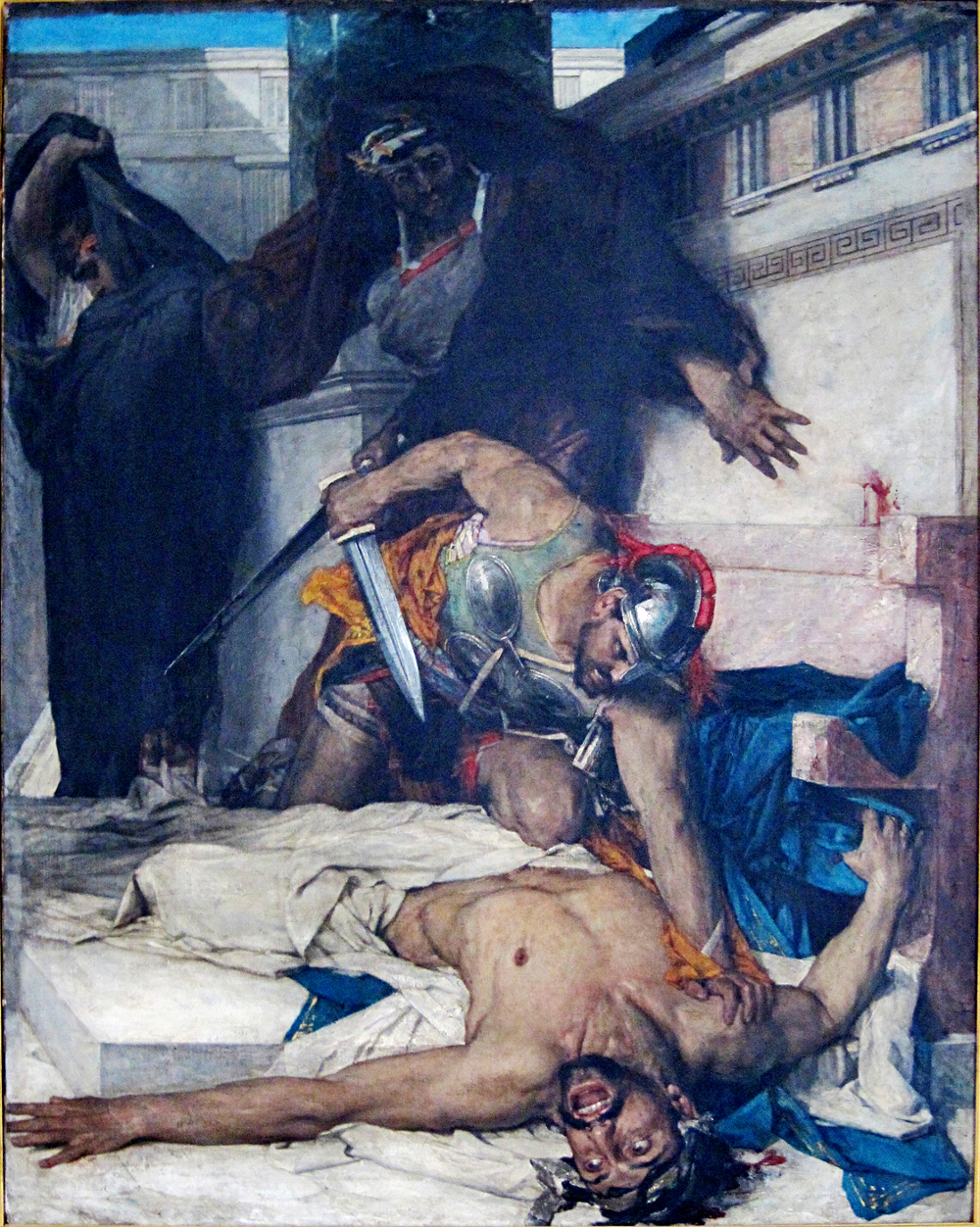
La mort de Timophane